# Iso-Marlboro IR2
Der Iso-Marlboro IR2 war ein Formel-1-Rennwagen, den das britische Motorsportteam Frank Williams Racing Cars 1973 als Einzelstück baute und in den Jahren 1973, 1974 und 1975 in der Formel-1-Weltmeisterschaft an den Start brachte. Der IR2 trug innerhalb von drei Jahren drei verschiedene Modellbezeichnungen: Auf Iso-Marlboro IR2 im Debütjahr folgte 1974 die Bezeichnung Iso-Marlboro FW02, und 1975 wurde er als Williams FW02 gemeldet. In technischer Hinsicht war das Auto weitestgehend identisch mit dem geringfügig früher entstandenen Iso-Marlboro IR1 und dem ein Jahr später aufgebauten FW03. Der IR2 diente ab 1974 als Einsatzfahrzeug für diverse Paydriver, die teilweise von Rennen zu Rennen wechselten. Beim Großen Preis von Schweden wurde das Auto innerhalb eines Rennwochenendes sogar von drei verschiedenen Piloten gefahren.

## Hintergrund
Frank Williams Racing Cars, ein Vorläufer des gegenwärtig in der Formel 1 engagierten Teams Williams F1, wurde 1968 von dem ehemaligen Rennfahrer und Rennwagenhändler Frank Williams gegründet. In den ersten Jahren des Formel-1-Engagements war Williams ein reines Kundenteam, das Rennwagen von Brabham, March und De Tomaso einsetzte. 1972 entstand mit dem Politoys FX3 das erste eigene Rennauto des Teams.
Mit Beginn der Automobil-Weltmeisterschaft 1973 wurde der italienische Sportwagenhersteller Iso Rivolta zum Hauptsponsor des Williams-Teams. Das in den 1950er-Jahren durch den Kleinstwagen Isetta bekannt gewordene Unternehmen, das seit 1963 Hochleistungsfahrzeuge produzierte, erwarb das Recht, die eingesetzten Rennwagen mit dem eigenen Namen zu versehen, beteiligte sich aber an der Konstruktion oder dem Aufbau der Autos nicht. Bei der Verbindung zu Williams ging es Iso in erster Linie um Werbung: Iso war 1973 von einem neuen Eigentümer übernommen worden, der die Formel 1 nutzen wollte, um die Mailänder Marke international bekannter zu machen.
Nachdem Williams bei den ersten Rennen des Jahres 1973 zunächst eine leicht überarbeitete Version des FX3 unter der Bezeichnung Iso-Marlboro FX3B eingesetzt hatte, erschien, um den verschärften Anforderungen an die Crashsicherheit gerecht zu werden, beim Großen Preis von Spanien eine neue Modellfamilie, die nach den Sponsoren Iso Rivolta und Marlboro als Iso-Marlboro IR bezeichnet wurde. Im Laufe der Zeit entstanden drei zu dieser Baureihe gehörende Chassis, die fortlaufend nummeriert wurden. Der IR2 ist das zweite Exemplar. Es ist das am längsten eingesetzte Mitglied dieser Modellfamilie.

## Nomenklatur
Die 1973 verwendete Bezeichnung IR leitet sich von Iso Rivolta sowie der Zigarettenmarke Marlboro ab, die die Entwicklung und den Einsatz des Fahrzeugs finanzierten. Als Iso infolge wirtschaftlicher Schwierigkeiten zu Beginn des Jahres 1974 in Zahlungsverzug geriet, änderte Williams die Modellbezeichnung auf Iso-Marlboro FW02 (FW für Frank Williams). Nach der Insolvenz Iso Rivoltas 1975 wurde der Markenname der Modellfamilie von Iso-Marlboro auf Williams umgestellt.

## Technik und Zustand des Autos
Die Exemplare der Modellfamilie IR wurden von John Clarke konstruiert. Im Herbst 1973 überarbeitete Giampaolo Dallara die Aufhängungsgeometrie. Das Auto wird als einfach konzipiertes Modell beschrieben, dessen Karosserie kantige, als streng empfundene Linien hatte. Das Monocoque bestand aus Aluminium. Als Antrieb dienten Cosworth-DFV-Achtzylindermotoren, die Kraftübertragung erfolgte über Fünfganggetriebe von Hewland (Typ DG400). Ein problematisches Detail des IR war die Ölversorgung. Sie erwies sich als ineffektiv und verursachte beim IR2/FW02 zwei Motorschäden.
Im Debütjahr verwendete Williams Reifen von Firestone, 1974 und 1975 wurden Goodyear-Reifen genutzt.
Die Wagen wurden angesichts finanzieller Schwierigkeiten des Teams 1974 und 1975 nur unzureichend gewartet und lückenhaft repariert. Mit fortschreitender Dauer der Saison 1974 fehlte das Geld für notwendige Reparaturen und Ersatzteile. Bei einigen Rennen wurden gebrochene Kunststoffteile mit Klebeband zusammengefügt; ab Sommer 1974 verwendete Williams mehrfach gebrauchte Reifen des Ferrari-Teams. Dies wirkte sich nachteilig auf die Konkurrenzfähigkeit der Autos aus. 1974 fiel der FW02 bei sechs Rennen infolge von Technikdefekten aus, insbesondere die Radaufhängungen und die Kraftübertragungen erwiesen sich als instabil. Bei einzelnen Arbeiten am Auto holten sich die Williams-Mechaniker Rat bei Mitarbeitern von Ken Tyrrell, dessen Rennstall zu dieser Zeit ein Spitzenteam war.

## Renneinsätze
In den frühen 1970er-Jahren setzte Frank Williams mehr oder weniger regelmäßig zwei Fahrzeuge ein. Dabei ging er zweigleisig vor: Eines der Fahrzeuge wurde jeweils während der gesamten Saison für einen Stammfahrer gemeldet, während das zweite Fahrzeug an wechselnde Piloten vermietet wurde. 1973 war der IR2 das Fahrzeug des Stammfahrers, während der IR1 an diverse Paydriver vergeben wurde. Nach der Einführung des FW03 im Frühjahr 1974 übernahm der IR2/FW02 die Rolle des Mietfahrzeugs. Insgesamt gingen fünf Piloten mit dem IR2/FW02 an den Start.

### 1973: Iso-Marlboro IR2
In der Formel-1-Saison 1973 wurde der IR2 ausschließlich von Howden Ganley gefahren. Er ging mit ihm bei elf Großen Preisen an den Start. Zu jedem Rennen gelang ihm die Qualifikation; das beste Ergebnis war Startplatz 10 beim Großen Preis von Monaco. Nach drei Ausfällen, die jeweils technisch bedingt waren, kam er in Schweden erstmals ins Ziel. Er wurde Elfter mit vier Runden Rückstand. Danach gelang ihm in der Hälfte aller Rennen eine Zielankunft. Im Regelfall war er bei den Zieleinläufen zwei-, drei- oder viermal vom Führenden überrundet worden. Eine Ausnahme war der Große Preis von Kanada. Hier kam er mit nur einer Runde Rückstand als Sechster ins Ziel und sicherte seinem Team nach Gijs van Lenneps sechstem Platz in den Niederlanden (im IR1) den zweiten Weltmeisterschaftspunkt. Beim Training zum Großen Preis von Deutschland verunglückte Ganley, nachdem an seinem Iso-Marlboro die Bremsen versagt hatten. Da eine Reparatur des stark beschädigten Wagens bis zum Rennen nicht möglich war, musste der Neuseeländer auf den Start verzichten. Ab Österreich hatte er ein neu aufgebautes Chassis zur Verfügung, das die bisherige Bezeichnung beibehielt.

### 1974: Iso-Marlboro FW02

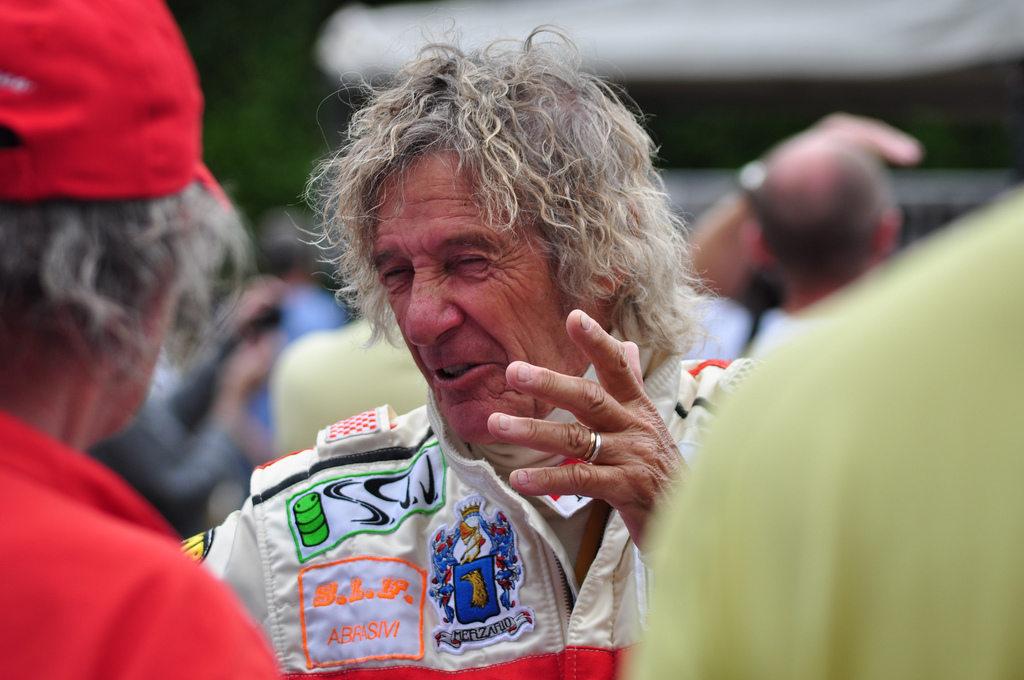
Fuhr in Südafrika den zweiten und letzten WM-Punkt für den IR2/FW02 ein: Arturo Merzario

In der Formel-1-Saison 1973 war der FW02 überwiegend das Fahrzeug für zahlende Piloten. Der Stammfahrer des Jahres, Arturo Merzario, fuhr den FW02 bei den ersten drei Rennen des Jahres. Beim Großen Preis von Südafrika qualifizierte sich Merzario für den dritten Startplatz. Seine Qualifikationszeit lag nur 0,2 Sekunden über der Pole-Zeit des Ferrari-Piloten Niki Lauda. Diese Positionierung war der bis dahin beste Startplatz eines Williams bei einem Formel-1-Weltmeisterschaftslauf. Im Rennen kam Merzario als Sechster ins Ziel. Mit dem Beginn der europäischen Saison wechselte Merzario auf den neu aufgebauten FW03, der sich als unzuverlässig erweisen sollte. Bei einem Unfall beim Großen Preis von Monaco beschädigte Merzario den FW03 stark. Die Reparatur zog sich über zwei Monate hin, sodass Merzario in dieser Zeit vorübergehend wieder auf den FW02 zurückgreifen musste, während für die zahlenden Fahrer der FW01 reaktiviert wurde.
Eine ungewöhnliche Situation ergab sich beim Großen Preis von Schweden 1974 in Anderstorp. Hier wurde der FW02 innerhalb von drei Tagen von drei unterschiedlichen Piloten gefahren. Anfänglich meldete Williams das Auto für Merzario, der mit ihm im Freitagstraining fuhr. Merzario hatte sich am vorangegangenen Wochenende bei einem Sportwagenrennen in Imola einen Finger gebrochen, und beim Freitagstraining zeigte sich, dass er mit dieser Verletzung kein Formel-1-Rennen würde durchhalten können. Frank Williams vergab den FW02 daraufhin kurzfristig an den britischen Rennfahrer Richard Robarts, der mit ihm das Qualifikationstraining bestritt, dabei aber so langsam war, dass er bereits an der Vorqualifikation scheiterte. Um wenigstens mit einem Auto am Großen Preis von Schweden teilzunehmen, gab Williams den FW02 für das Rennen an Belsø, der sich mit dem Schwesterfahrzeug FW01 für den Startplatz 22 qualifiziert hatte, dabei aber seinen Wagen infolge eines Unfalls erheblich beschädigt hatte. Belsø kam mit dem FW02 auf Rang acht ins Ziel. Belsø fuhr den FW02 außerdem bei den Großen Preisen von Spanien und Großbritannien. Beide Male verpasste er damit die Qualifikation.
Ab dem Großen Preis von Deutschland übernahm der französische Debütant Jacques Laffite den FW02. Er fuhr das Auto bei jedem der verbleibenden Rennen. Ihm gelang regelmäßig die Qualifikation, allerdings kam er bei keinem Rennen des Jahres ins Ziel. Beim vorletzten Rennen in Kanada fiel er vorzeitig infolge eines Reifenschadens aus, wurde aber als 15. gewertet, da er vor seinem Ausfall eine hinreichende Distanz zurückgelegt hatte.

### 1975: Williams FW02
In der Saison 1975 ging Jacques Laffite bei den ersten drei Rennen im nun Williams FW02 genannten Auto an den Start. Beim Auftaktrennen in Argentinien fiel er infolge eines Getriebedefekts aus, in Brasilien kam er auf Rang elf ins Ziel. Mit Beginn der europäischen Saison übernahm Laffite den neu konstruierten Williams FW04, der keine technische Verwandtschaft mehr zu der Modellfamilie IR hatte.
Ein letztes Mal wurde der FW02 zum Race of Champions gemeldet, einem Formel-1-Rennen ohne Weltmeisterschaftsstatus, das am 16. März 1975 in Brands Hatch abgehalten wurde. Neben Arturo Merzario, der den FW03 fuhr, meldete Williams den Italiener Maurizio Flammini, der mit dem FW02 an den Start gehen sollte. Flammini, der keine Formel-1-Erfahrung hatte, beschädigte den FW02 bei einem Trainingsunfall so schwer, dass er am Rennen nicht teilnehmen konnte.

## Weiterverwendung
Der FW02 wurde nach dem Unfall in Brands Hatch nicht wieder aufgebaut. Einige Komponenten des Autos wurden allerdings für den neuen FW04 wiederverwertet.

## Rennergebnisse (Formel-1-Weltmeisterschaftsläufe)
| Fahrer                           | Chassis- Bezeichnung             | 1   | 2   | 3  | 4   | 5   | 6   | 7   | 8   | 9 | 10  | 11  | 12  | 13  | 14 | 15  | Punkte | Rang |
| -------------------------------- | -------------------------------- | --- | --- | -- | --- | --- | --- | --- | --- | - | --- | --- | --- | --- | -- | --- | ------ | ---- |
| Automobil-Weltmeisterschaft 1973 | Automobil-Weltmeisterschaft 1973 |     |     |    |     |     |     |     |     |   |     |     |     |     |    |     | 1      | 10.  |
| H. Ganley                        | Iso-Marlboro IR2                 |     |     |    | DNF | DNF | DNF | 11  | 14  | 9 | 9   | DNS | DNF | DNF | 6  | 11  | 1      | 10.  |
| Automobil-Weltmeisterschaft 1974 | Automobil-Weltmeisterschaft 1974 |     |     |    |     |     |     |     |     |   |     |     |     |     |    |     | 1      | 10.  |
| A. Merzario                      | Iso-Marlboro FW02                | DNF | DNF | 6  |     |     |     | DNS | DNF | 9 |     |     |     |     |    |     | 1      | 10.  |
| T. Belsø                         | Iso-Marlboro FW02                |     |     |    | DNQ |     |     | 8   |     |   | DNQ |     |     |     |    |     | 1      | 10.  |
| R. Robarts                       | Iso-Marlboro FW02                |     |     |    |     |     |     | DNS |     |   |     |     |     |     |    |     | 1      | 10.  |
| J. Laffite                       | Iso-Marlboro FW02                |     |     |    |     |     |     |     |     |   |     | DNF | NC  | DNF | 15 | DNF | 1      | 10.  |
| Automobil-Weltmeisterschaft 1975 | Automobil-Weltmeisterschaft 1975 |     |     |    |     |     |     |     |     |   |     |     |     |     |    |     | 0      | 9.   |
| J. Laffite                       | Williams FW02                    | DNF | 11  | NC |     |     |     |     |     |   |     |     |     |     |    |     | 0      | 9.   |

| Legende  | Legende            | Legende                                                          |
| Farbe    | Abkürzung          | Bedeutung                                                        |
| -------- | ------------------ | ---------------------------------------------------------------- |
| Gold     | –                  | Sieg                                                             |
| Silber   | –                  | 2. Platz                                                         |
| Bronze   | –                  | 3. Platz                                                         |
| Grün     | –                  | Platzierung in den Punkten                                       |
| Blau     | –                  | Klassifiziert außerhalb der Punkteränge                          |
| Violett  | DNF                | Rennen nicht beendet (did not finish)                            |
| Violett  | NC                 | nicht klassifiziert (not classified)                             |
| Rot      | DNQ                | nicht qualifiziert (did not qualify)                             |
| Rot      | DNPQ               | in Vorqualifikation gescheitert (did not pre-qualify)            |
| Schwarz  | DSQ                | disqualifiziert (disqualified)                                   |
| Weiß     | DNS                | nicht am Start (did not start)                                   |
| Weiß     | WD                 | zurückgezogen (withdrawn)                                        |
| Hellblau | PO                 | nur am Training teilgenommen (practiced only)                    |
| Hellblau | TD                 | Freitags-Testfahrer (test driver)                                |
| ohne     | DNP                | nicht am Training teilgenommen (did not practice)                |
| ohne     | INJ                | verletzt oder krank (injured)                                    |
| ohne     | EX                 | ausgeschlossen (excluded)                                        |
| ohne     | DNA                | nicht erschienen (did not arrive)                                |
| ohne     | C                  | Rennen abgesagt (cancelled)                                      |
| ohne     | keine WM-Teilnahme |                                                                  |
| sonstige | P/fett             | Pole-Position                                                    |
| sonstige | 1/2/3/4/5/6/7/8    | Punktplatzierung im Sprint-/Qualifikationsrennen                 |
| sonstige | SR/kursiv          | Schnellste Rennrunde                                             |
| sonstige | *                  | nicht im Ziel, aufgrund der zurückgelegten Distanz aber gewertet |
| sonstige | ()                 | Streichresultate                                                 |
| sonstige | unterstrichen      | Führender in der Gesamtwertung                                   |